# 反抗的共同體
《反抗的共同體：二〇一九香港反送中運動》是馬嶽撰寫的書籍，於2020年經左岸文化出版。它以反對逃犯條例修訂草案運動為主題，講述了其背景、過程、策略、香港政府的應對、國際對該運動的反應、香港居民的身份認同及其跟運動的互動。

## 背景
馬嶽在2020年時是香港中文大學政治及行政學系的副教授，並研究了香港政治約30年。他在2019年8月開始撰寫《反抗的共同體》，以紀錄反對逃犯條例修訂草案運動的過程。有時則在看完運動直播時撰寫內文。他決定不把作品投稿到英語期刊而是寫書的原因有多個，像是期刊要求聚焦特定議題而非運動整體，並有字數限制——這些都不符其期望。還有他認為運動中的用語難以用英語表逹。
他當時是以情感抽離的態度執筆，以保持著作客觀性和避免自己因受情緒影響而無法繼續完成作品。過程中主要參考公開的新聞資料和報告，並以成為未來學生的參考資料為目標。此外，為了把運動的脈絡解釋給不熟悉香港政治的人，他選擇在著作中花一定筆墨解釋事情的背景，並以此避免讓人對運動作另一種詮釋。他在撰寫時發現身分認同和警暴為較難處理的部分，因前者本身難寫，後者事件太多。書籍名稱「反抗的共同體」取名自運動口號「香港人，反抗」，不過內文方面較不專注於共同體意識，而是側重運動本身——馬嶽本人是以吸引人們注意及購買的考慮點來選擇這個標題。

## 內容
《反抗的共同體》以反對逃犯條例修訂草案運動為主題，講述了其背景、過程、策略、香港政府的應對、國際對該運動的反應、香港居民的身份認同及其跟運動的互動。作者在著作中講述運動背景時，也梳理了香港社會運動的歷史和有關意識的變化。並在描述運動時探討勇武派和和理非的合流有什麼優缺點，以及政權的「利和」與「促戰」策略。著作認為該場運動打破了香港「自由專制」的局面，作者表示這一用語是用於形容當權者在給予香港居民一定自由的同時，又不容許人們挑戰其權力的境況；並讓運動參與者產生新的共同體意識。

## 評價
《蘋果日報》編輯盧峯認為《反抗的共同體》「可靠」地紀錄了該場運動，而且有著一定客觀性，讚揚作者寫得「清晰」。同時表示自己在閱讀時因情緒受影響，而花了更多的時間閱覽。它在「2020Openbook好書獎」中取得「年度中文創作」獎。評審之一兼台灣國立政治大學社會系副教授鄭力軒亦讚揚著作「完整」，對運動本身有著「精闢」和「詳盡」的著墨，並從中看出「作者身為香港在地人的情感」。